# Віллем Пейпер
Віллем Пейпер (нід. Willem Pijper; 8 вересня 1894, Зейст — 18 березня 1947, Утрехт) — нідерландський композитор, музичний критик і педагог.

## Біографія
У 1911—1915 роках навчався у музичній школі в Утрехті, потім займався музикою самостійно. Був музичним критиком газети «Utrechts Dagblad» (1918—1925) і журналу «De Muziek» (1923—1933). З 1918 року викладав композицію в Амстердамської консерваторії (у 1925—1930 роках — професор), потім був директором заснованої ним Роттердамської консерваторії (1930—1947 роки). Серед його учнів — Генк Бадінгс, Гійом Ландре, К. Менгельберг. 

## Творчість
Творчість Пейпер еклектична. Ранні твори написані під впливом Йоганнеса Брамса, Густава Малера (наприклад, 1-ша симфонія «Пан», 1917), а також Ігора Стравінського, французьких імпресіоністів і композиторів «Шістки», потім Арнольда Шенберга. Для зрілого стилю Пейпера характерне застосування монотематизму, політональності і поліритмії. У 1940-х роках звернувся до традиційної контрапунктичної техніки. Здійснив обробку ряду народних пісень.
Твори:
- опери («Симфонічні драми») — Галевейн (за середньовічною легендою, 1933, Амстердам), Мерлін (не закінчено);
- для оркестру — 3 симфонії (1917, 1921, 1926), 6 симфонічних епіграм (1928), 6 Adagio (1940);
- концерти з оркестром — для фортепіано (1927), віолончелі (1936), скрипки (1938);
- камерно-інструментальні ансамблі — 2 сонати для скрипки з фортепіано (1919, 1922), 2 сонати для віолончелі з фортепіано (1919, 1924), соната для флейти з фортепіано (1925), 2 фортепіанні тріо (1914, 1921), духові тріо, 5 струнних квартетів (1914—1928), духові квінтет, секстет і септет;
- хори — Весна йде (De lente komt, для чоловічого хору з фортепіано, 1927), «Пан Галевейн» (Heer Halewijn, для 8-голландського хору a cappella, 1929, за мотивом легенди про лицаря Галевейна) та інші;
- 2 цикли пісень на сл. Верлена (1916 і 1919);
- соч. для фп., скр., карійона;
- обрабки старовинних французьких пісень (1942);
- музика до вистав драматичного театру.